# Milica
Milica – część miasta Skarżysko-Kamienna, usytuowana w zachodniej części miasta, w rejonie ulicy Paryskiej. Do 1954 samodzielna wieś w gminie Bliżyn. Obecnie stanowi część skarżyskiego osiedla Milica-Przylesie.

## Historia
Milica w latach 1867–1954 należała do gminy Bliżyn, początkowo w guberni kieleckiej, a w II RP przynależał do woj. kieleckiego. Do 1939 roku przynależała do powiatu koneckiego, a od 1 kwietnia 1939 do powiatu kieleckiego. Tam 4 listopada 1933 utworzyła gromadę o nazwie Milica w gminie Bliżyn; w skład gromady Milica weszła też osada karczemna Milica i obszary leśne.
Podczas II wojny światowej włączony do Generalnego Gubernatorstwa, nadal jako gromada w gminie Bliżyn, licząca 994 mieszkańców. Po wojnie w województwa kieleckim, jako jedna z 15 gromad gminy Bliżyn.
1 stycznia 1954 Milicę wyłączono z gminy Bliżyn i włączono ją do Skarżyska-Kamiennej, które jednocześnie wyłączono z powiatu kieleckiego, ustanawiając w nim powiat miejski.